# X 2000

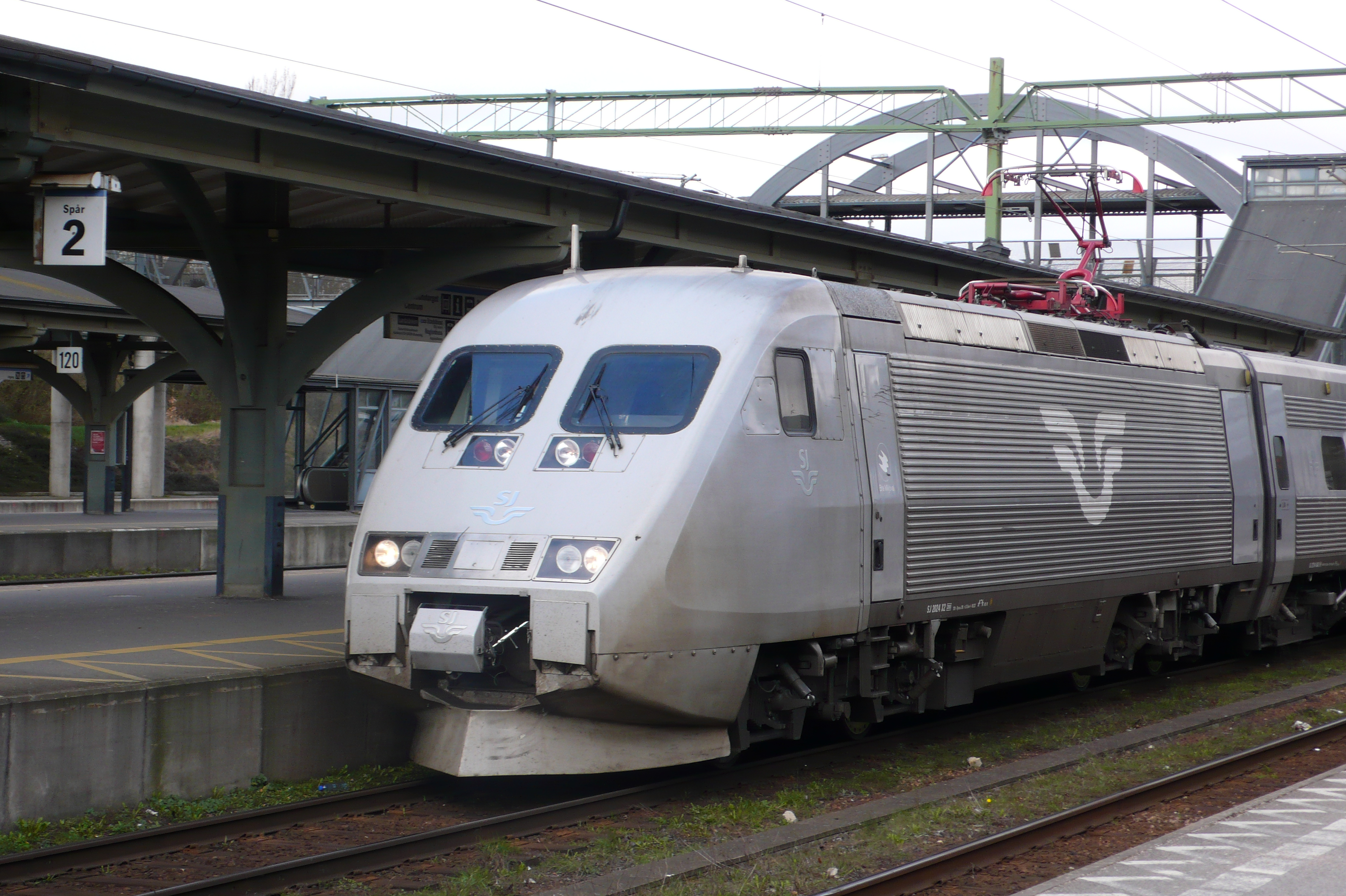
O X 2000 na SWE

X 2000  é a marca do trem reclinável de alta velocidade da Suécia. O X 2000, da classe X2, é um trem capaz de atingir 200 km/h; ele é operado pela SJ AB.

## Histórico
O X 2000 foi lançado em 1990 como um trem de luxo para primeira classe somente. Em 1995 a linha para segunda classe foi lançada.

O trem é capaz de atingir até 276 km/h. O X 2000 usa os mesmos trilhos da ferrovia que fora construída no final do Século XIX então, por motivos de segurança, ele viaja numa velocidade de 200 km/h.

## Rotas do X 2000
A rede do X 2000 centraliza-se em Estocolmo, com exceção da rota de Göteborg-Malmö. Os outros pontos de conexões da rota são:
- Arvika
- Borås
- Malmo
- Karlstad
- Copenhaga/Copenhague na Dinamarca
- Falun
- Gotemburgo
- Sundsvália (Hernosândia)
- Ionecopinga
- Uddevalla
- Östersund (Åre)

## Ver Também
- Alta velocidade ferroviária